# Perdita proxima
Perdita proxima är en biart som beskrevs av Timberlake 1958. Perdita proxima ingår i släktet Perdita och familjen grävbin. Inga underarter finns listade i Catalogue of Life.